# Jeannine Hennicke
Jeannine Hennicke (ur. 24 października 1985 w Quedlinburgu) – niemiecka wioślarka.

## Osiągnięcia
- Mistrzostwa Świata U-23 – Brandenburg 2005 – dwójka podwójna – 5. miejsce[1].
- Mistrzostwa Świata – Eton 2006 – dwójka podwójna – 3. miejsce[1].
- Mistrzostwa Europy – Poznań 2007 – dwójka podwójna – 9. miejsce[1].